# Thierry Depaulis
Thierry Depaulis (geb. 1949) ist ein unabhängiger Spielehistoriker, insbesondere von Spielkarten, Kartenspielen und Brettspielen. Er ist Präsident des Vereins „Le Vieux Papier“ und Mitglied des Redaktionsausschusses der International Board Game Studies Association. Von 2017 bis 2022 war er Präsident der International Playing-Card Society.
Er hat zahlreiche Artikel und Bücher zum Thema Spiele und Spielkarten veröffentlicht und ist mehrere Jahre lang als Autor für die französische Spielezeitschrift Jeux et Stratégie tätig.
Seit 2016 arbeitet er mit der Gruppe „Édition Numérique Collaborative et CRitique de l’Encyclopédie“ (ENCCRE) zusammen, die die Erstausgabe der französischen Enzyklopädie aus dem 18. Jahrhundert von Diderot, de D’Alembert und de Jaucourt digitalisiert und online gestellt hat.
Am 14. November 2020 verlieh ihm das Dau Festival der Stadt Barcelona seinen jährlichen Lebenswerkspreis, der der Erforschung von Spielen gewidmet ist („Premi especial 2020 a una vida dedicated al joc“).

## Publikationen
- Tarot, jeu et magie, Bibliothèque Nationale, 1984. ISBN 2717716998.
- Jeux de hasard sur papier: les "loteries" de salon, Le Vieux Papier, 1987
- "Ombre et lumière. Un peu de lumière sur l'hombre", in The Playing-Card, XV-4, XVI-1, XVI-2, 1987
- Les cartes de la Révolution: cartes à jouer et propagande (catalogue d'exposition), Issy-les-Moulineaux, Musée Français de la Carte à Jouer, 1989
- Les cartes à jouer au "portrait de Paris" avant 1701, Le Vieux Papier, 1991
- Les loix du jeu : bibliographie de la littérature technique de jeux de cartes en français avant 1800. Suivie d'un supplément couvrant les années 1800–1850, Paris, Cymbalum Mundi, 1994
- 'Storia dei tarocchi liguri-piemontesi', dans Antichi tarocchi liguri-piemontesi, with Giordano Berti and Marisa Chiesa, Torino, 1995, ISBN 8886131291
- A Wicked Pack of Cards: The Origins of the Occult Tarot, London, Duckworth, 1996 (with Ronald Decker and Sir Michael Dummett) ISBN 0312162944
- Histoire du bridge, Paris, Bornemann, 1997 ISBN 2851825607
- Les jeux de hasard en Savoie-Piémont sous l'Ancien Régime, in Études Savoisiennes, 4, 1995
- Inca dice and board games, dans Board Games Studies, 1, 1998
- Le livre du jeu de dames, Paris, Bornemann, 1999 (mit Philippe Jeanneret)
- La plus ancienne représentation datée de joueurs de dames (1492), in Board Game Studies, 7, 2004 (with Jean Simonata)
- Cartes et cartiers dans les anciens États de Savoie (1400–1860), North Walsham, International Playing-Card Society, 2005 (IPCS Papiere, 4)
- Petite histoire du poker. Paris, Editions Pole / Cymbalum Mundi, 2008 ISBN 2848840897
- De Lisboa a Macáçar : um capítulo desconhecido das cartas portuguesas na Ásia / De Lisbonne à Macassar : un chapitre méconnu des cartes portugaises en Asie, Lisbon, Apenas, 2008 (Bisca Lambida, 10)
- Temps nouveaux, jeux nouveaux (as well as some 40 catalogue entries), in Ève Netchine (Hrsg.), Jeux de princes, jeux de vilains, Paris, Bibliothèque nationale de France / Le Seuil, 2009 ISBN 2020997509
- Explaining the Tarot : two Italian Renaissance essays on the meaning of the Tarot pack (mit Ross Caldwell und Marco Ponzi), Oxford: Maproom, 2010
- Le Tarot révélé: une histoire du tarot d’après les documents, La Tour-de-Peilz : Schweizer Spielmuseum, 2013 ISBN 9782883750135
- (Hrsg.) Tarots enluminés, chefs-d’œuvre de la Renaissance italienne. Issy-les-Moulineaux : Musée Français de la Carte à Jouer; Paris, Liénart, 2021 (exhibition catalogue) ISBN 9782359063288
- The Cardmakers of Alsace 1441–1870, International Playing-Card Society, 2023 (IPCS Library n° 9)